# Sad Wings of Destiny
Sad Wings of Destiny è il secondo disco dei Judas Priest uscito il 23 marzo 1976 per l'Etichetta discografica Gull Records.

## Il disco
La band compie un grande passo avanti rispetto al precedente Rocka Rolla, abbandonando almeno in parte il progressive tipico degli anni settanta, e abbracciando sonorità più veloci, che pongono le basi dell'heavy metal. Canzoni celebri come Victim Of Changes, The Ripper e Tyrant sono capisaldi del gruppo, e sono state puntualmente proposte in sede live (le prime due vengono suonate spesso ancora oggi).

## Curiosità
L'ordine iniziale delle tracce era un altro: la prima era Prelude e, così a seguire...
Successe che, sul Lato A della prima stampa dell'LP, fu impressa come traccia numero 1 Victim of Changes (seguita da The Ripper, Dreamer Deceiver e Deceiver) e, quindi negli U.S.A. questo errore fu seguito e, la prima traccia sulla copertina, divenne proprio questa. Tutto questo portò, però, alla estromissione di Prelude dato che, a metà album, perdeva di significato. Nelle successive pubblicazioni l'ordine diventò quello sottostante.

## Tracce
1. Victim of Changes - 7:47 - (Atkins, Downing, Halford, Tipton)
2. The Ripper - 2:50 - (Halford, Tipton)
3. Dreamer Deceiver - 5:51 - (Atkins, Downing, Halford, Tipton)
4. Deceiver - 2:40 - (Downing, Halford, Tipton)
5. Prelude - 2:02 - (Tipton)
6. Tyrant - 4:28 - (Halford, Tipton)
7. Genocide - 5:51 - (Downing, Halford, Tipton)
8. Epitaph - 3:08 - (Tipton)
9. Island of Domination - 4:32 - (Downing, Halford, Tipton)

## Formazione
- Rob Halford - voce
- Glenn Tipton - chitarra
- K.K. Downing - chitarra
- Ian Hill - basso
- Alan Moore - batteria

## Cover
- La band Overkill ha inserito una cover della canzone Tyrant nel suo album Coverkill.